# Klugiodendron umbrianum
Klugiodendron umbrianum är en ärtväxtart som beskrevs av Nathaniel Lord Britton och Ellsworth Paine Killip. Klugiodendron umbrianum ingår i släktet Klugiodendron och familjen ärtväxter. Inga underarter finns listade i Catalogue of Life.